# Nueva Cúa (paroisse civile)
Pour les articles homonymes, voir Nueva Cua et Cua.
Nueva Cúa est l'une des deux paroisses civiles de la municipalité d'Urdaneta dans l'État de Miranda au Venezuela. Sa capitale est Nueva Cúa. En 2011, sa population s'élève à 29 591 habitants.

## Géographie

### Démographie
Hormis sa capitale Nueva Cúa, la paroisse civile possède plusieurs localités :
- El Portachuelo (partie est)
- La Siempreviva
- Las Mercedes
- Los Claveles
- Nueva Cúa
- Villegas